# Štefanie Horčičková
Štefanie Horčičková (12. srpna 1924 – ???) byla československá politička Komunistické strany Československa z českých zemí slovenské národnosti a poslankyně Sněmovny lidu Federálního shromáždění za normalizace.

## Biografie
Bydlela v obci Bezděz. V roce 1952 vstoupila do JZD Mimoň. K roku 1971 se profesně uvádí jako ošetřovatelka dojnic Vojenských lesů a statků Mimoň. Na pracovišti byla předsedkyní ZO KSČ a také byla členkou OV KSČ Česká Lípa. Ve volbách roku 1971 byla tehdy zvolena do Sněmovny lidu Federálního shromáždění (volební obvod č. 58 – Česká Lípa, Severočeský kraj). Mandát obhájila ve volbách roku 1976 (obvod Česká Lípa). Ve FS setrvala do konce funkčního období, tedy do voleb roku 1981.